# Duitsland op het Türkvizyonsongfestival
Duitsland neemt sinds de tweede editie in 2014 onafgebroken deel aan het Türkvizyonsongfestival. Het land heeft in totaal 3 keer deelgenomen aan het festival.

## Geschiedenis

### 2014
In 2014 maakten de Duitse omroepen Türk Show en Düğün TV gezamenlijk bekend te zullen deelnemen aan het Türkvizyonsongfestival namens Duitsland. De beide kozen samen Fahrettin Güneş om Duitsland te vertegenwoordigen tijdens hun debuut. Hij deed dit met het Turkse lied Sevdiğim.
De tweede editie van het festival vond plaats in Kazan in de Russische deelrepubliek Tatarije. In de halve finale was de Duitse inzending van Güneş als tweede aan de beurt. Hij werd op het podium vergezeld door dansgroep NART. Met 149 punten eindigde hij op de 21ste plaats en kwalificeerde zich zo niet voor de finale. Enkel de 15 best scorende landen en regio's mochten door naar de finale.

### 2015
Ook in 2015 nam Duitsland deel aan het festival. De omroep Türk Show wilde ditmaal graag een selectie houden waarin artiesten zowel met Duitse als met Turkse liedjes konden aantreden om op die manier te bepalen welke artiest naar het festival zou trekken. Omdat lange tijd niet duidelijk werd waar en of het festival wel degelijk georganiseerd zou worden, besloot de omroep om net zoals in 2014 intern te bepalen wie naar het festival zou trekken. Derya Kaptan werd uitgekozen. Voor het eerst was er geen halve finale op het Türkvizyonsongfestival, maar traden alle 21 deelnemers aan in één grote finale. Duitsland opende de show voor de inzending van Albanië. Ditmaal deed de Duitse inzending het veel beter: Kaptan kreeg 153 punten en eindigde elfde. Duitsland werd nadien ook nog beloond met de Special jury-award.

### 2016
De Duitse omroep Düğün TV maakte al snel bekend dat het land ook zou deelnemen aan de vierde editie in 2016 dat opnieuw in Istanboel georganiseerd zou worden. Begin december werd het festival echter verplaatst naar maart 2017 en zou de organisatie in handen komen van de Kazachse omroep. Uiteindelijk werd ook deze datum verschoven naar september 2017 en nadien geannuleerd. De omroep had intern Seyran Ismayilkhanov reeds geselecteerd om het land te vertegenwoordigen. Het lied waarmee Ismayilkhanov naar het festival zou trekken was niet bekend, wel had hij al aangegeven met een tweetalig lied te zullen deelnemen.

### 2020
Bij de heropstart van het festival in 2020 was Duitsland opnieuw van de partij. De omroep besloot om de inzending intern te kiezen. De keuze viel opnieuw op Seyran, die na de geannuleerde editie van 2016 dus opnieuw de kans kreeg om Duitsland te vertegenwoordigen. Omwille van de coronapandemie vond het festival online plaats en moesten alle deelnemers hun inzending op voorhand opnemen. Ismayilkhanov kwam als elfde aan de beurt en sloot de avond af op de achtste plaats, van de 26 deelnemers.

## Duitse deelnames
| Jaar | Artiest         | Titel        | Fin. | Ptn. | Semi | Ptn. | Taal  |
| ---- | --------------- | ------------ | ---- | ---- | ---- | ---- | ----- |
| 2014 | Fahrettin Güneş | Sevdiğim     | X    | X    | 21   | 149  | Turks |
| 2015 | Derya Kaptan    | Sessiz gidiş | 11   | 153  |      |      | Turks |
| 2020 | Seyran          | Odun         | 8    | 190  |      |      | Turks |

| Kleur | Betekenis      |
| ----- | -------------- |
|       | Eerste plaats  |
|       | Tweede plaats  |
|       | Derde plaats   |
|       | Laatste plaats |
|       | Gastland       |